# Alapadna micropis
Alapadna micropis là một loài bướm đêm trong họ Noctuidae.